# Теодорув (Люблінське воєводство)
Теодорув (пол. Teodorów) — село в Польщі, у гміні Кшивда Луківського повіту Люблінського воєводства.
Населення — 194 особи (2011).
У 1975-1998 роках село належало до Седлецького воєводства.

## Демографія
Демографічна структура станом на 31 березня 2011 року:
|          | Загалом | Допрацездатний вік | Працездатний вік | Постпрацездатний вік |
| -------- | ------- | ------------------ | ---------------- | -------------------- |
| Чоловіки | 93      | 24                 | 57               | 12                   |
| Жінки    | 101     | 24                 | 57               | 20                   |
| Разом    | 194     | 48                 | 114              | 32                   |